# سلمان المؤشر
سلمان المؤشر لاعب كرة قدم سعودي دولي سابق لعب سابق في النادي الأهلي، يلعب حاليًا في نادي الجبيل.

## مسيرته الكروية
بدأ كلاعب في نادي حراء في مكة المكرمة مسقط رأسه وقدم مستويات ممتازة مع ناشئي حراء، ثم لعب لنادي الهلال في عمر السادسة عشر في صيف 2005 ، وتابع مسيرته مع نادي الهلال السعودي ، ثم عاد مجددا لنادي الوحدة وأبرز نفسه، مما جعل بوصلة الأهلاويين تتجه إليه . أنضم للأهلي في صيف عام 2014 حيث أبرز نفسه كثيرا وأصبح من أوراق الفريق الثمينة وكسب خبرات مما جعله ينضم للمنتخب من جديد، اختير سابقاً لقائمة المنتخب السعودي في مباراتيه مع إسبانيا والجابون . يعتبر المؤشر أول لاعب سعودي يصنع 3 أهداف في مباراة واحدة وذلك في مباراته مع الأهلي أمام الخليج في عام 2015 . بعد خروجه من الأهلي لعب في نادي الطائي ونادي الجبيل.

## البطولات

### الأهلي
- كأس ولي العهد :
  - البطل: 2015
- الدوري السعودي :
  - البطل: 2016
- كأس خادم الحرمين الشريفين :
  - البطل: 2016
- كأس السوبر :
  - البطل: 2016

## وصلات داخلية
- نادي الهلال السعودي
- نادي الوحدة السعودي
- نادي الأهلي السعودي
- كرة القدم السعودية
- يلعب حاليا بالطائي

## روابط خارجية
- سلمان المؤشر على موقع ناشيونال فوتبول تيمز (الإنجليزية)
- سلمان المؤشر على موقع Soccerway.com (الإنجليزية)